# Німвегенські мирні договори

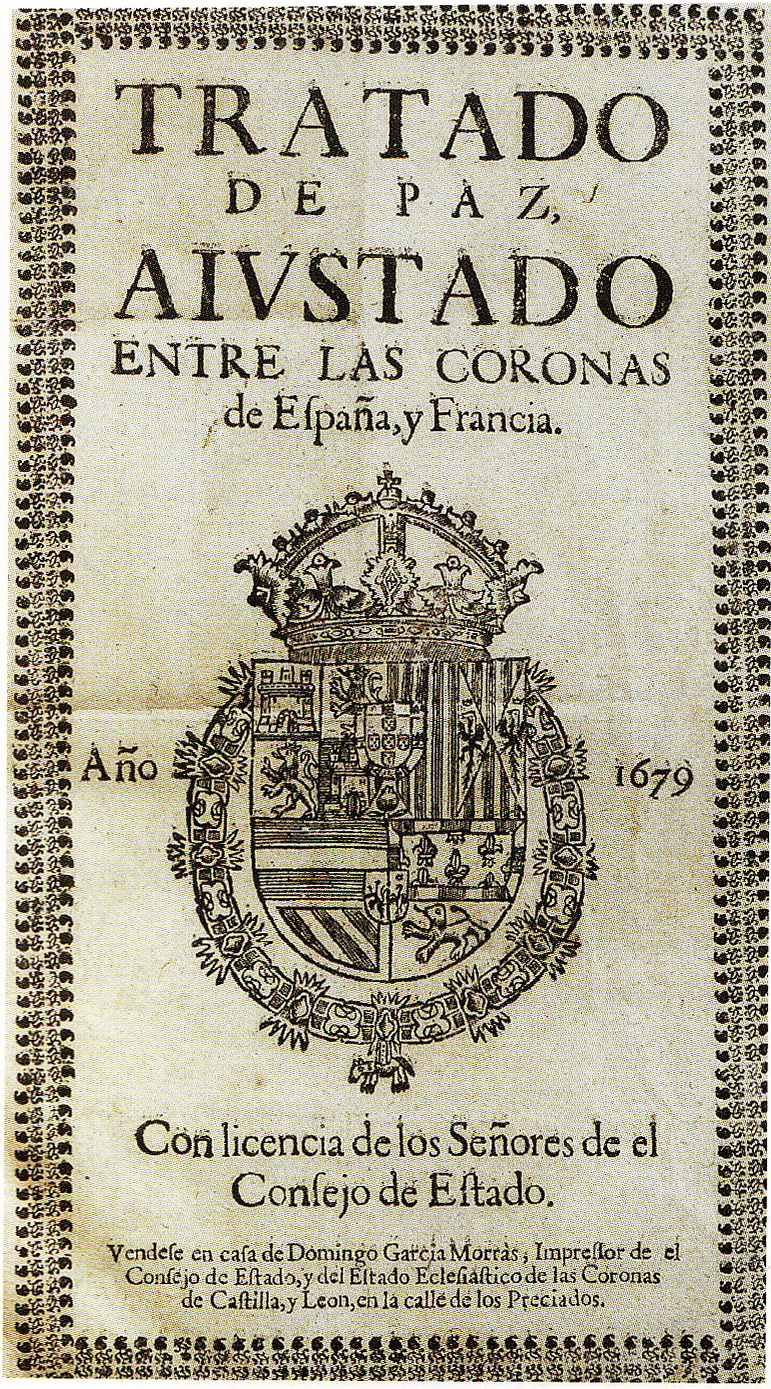
Договір між Францією та Іспанією 17 серпня 1678 року

Німвегенські мирні договори 1678-79 (фр. Traités de Paix de Nimègue; нім. Friede von Nimwegen; нід. Vrede van Nijmegen) — низка мирних договорів, що були укладені з серпня 1678 до жовтня 1679 року у м. Німвеген (Нідерланди), стали завершенням франко-голландської війни. Ці мирні договори стали тріумфом військової потуги й дипломатії Франції.

## Договори
Підготовка до мирних перемовин розпочалася ще у 1676 році, втім ворогуючі сторони — Франція, Англія, Швеція, єпископство Мюнстерське, архієпископство Кельнське, з одного боку, та Голландія, Священна Римська імперія, Данія, Іспанія й Бранденбург, з іншого,— лише влітку 1678 року змогли остаточно домовитися про безпосередній їх початок у м. Німвеген.

### Дати укладання договорів
- 11 серпня 1678 року — поміж Францією та Республікою Сполучених провінцій
- 17 серпня 1678 року — поміж Францією та Іспанією.
- 5 лютого 1678 року — поміж Францією та Священною Римською імперією. Поміж Швецією та Священною Римською імперією.
- 19 березня 1679 року — поміж Швецією та єпископством Мюнстерським.
- 2 жовтня 1679 року — поміж Швецією та Республікою Сполучених провінцій.

### Умови
- Республіка сполучених провінцій отримувала назад усі свої землі, що були захоплені французькими військами, зокрема місто Маастрихт.

- Франція отримувала від Іспанії: Франш-Конте, міста Камбре, Бушен, Валансьєн, Конде-сюр-л'Еско, Мобеж, Іпр, Баве, Ер, Кассель, Баєль, Сент-Омер, Вервік, Варнетон. Навзаєм повертала Іспанії міста Шарлеруа, Ауденарде, Бенш, Ат, Куртре, Гент. Окрім того Франція отримувала іспанській острів Тринідад у карибському морі. Голландія передала Франції острів Тобаго у Вест-Індії. Також французи отримували острова Сен-Вінсент, Домініку та Сен-Люсію.

- Франція від Священної Римської імперії отримувала Фрайбург та Лонгві, герцогство Буйон, а Лотарингія остаточно потрапила у зону впливу короля Людовика XIV.

- Єпископство Мюнстер відмовлялося від участі у дансько-шведській війні на боці Данії.